# Psychotria plusiantha
Psychotria plusiantha är en måreväxtart som beskrevs av Paul Carpenter Standley. Psychotria plusiantha ingår i släktet Psychotria och familjen måreväxter. Inga underarter finns listade i Catalogue of Life.